# Coalición Extremeña
 (février 2019).
Si vous disposez d'ouvrages ou d'articles de référence ou si vous connaissez des sites web de qualité traitant du thème abordé ici, merci de compléter l'article en donnant les références utiles à sa vérifiabilité et en les liant à la section « Notes et références ».
La Coalición Extremeña ou Extremeños (littéralement en français : Coalition estrémègne ou Estrémègnes, CEx puis CREx-PREx) est une fédération de partis politiques espagnole de centre gauche, sociale-démocrate et régionalistes, active uniquement dans la communauté autonome de l'Estrémadure.
Elle fédère la Convergence régionaliste d'Estrémadure (CREx) et le Parti régionaliste d'Estrémadure (PREx).

## Histoire
La coalition est créée en 1995 par Estrémadure unie (EU), la CREx et le PREx.
Aux élections à l'Assemblée d'Estrémadure du 28 mai 1995, elle fait élire le secrétaire général de EU Pedro Cañada député, avec un score inférieur à 4 % des exprimés. Eu se retire ensuite de la coalition, et les deux forces échouent à intégrer le parlement lors des élections du 13 juin 1999.
Entre 2003 et 2013, la CEx est alliée avec le Parti socialiste ouvrier espagnol d'Estrémadure (PSOE-Ex), obtenant jusqu'à 3 députés à l'Assemblée. Cette même année 2003, la Coalición Extremeña décide de former une fédération de partis. Estanislao Martín en est donc élu secrétaire général le 15 décembre.
L'alliance avec les socialistes se rompt en août 2013. Pour les élections de 2015, CREx-PREx prend le nom de « Extremeños » et s'associe de nouveau avec Estrémadure unie. Cette stratégie est un échec puisque les régionalistes perdent de nouveau leur représentation parlementaire.

## Résultats électoraux

### Élections autonomiques
| Année | %     | Mandats | Rang | Gouvernement        |
| ----- | ----- | ------- | ---- | ------------------- |
| 1995  | 3,86  | 1 / 65  | 4e   | Opposition          |
| 1999  | 1,16  | 0 / 65  | 5e   | Extra-parlementaire |
| 2003  | 52,38 | 2 / 65  | 1er  | Majorité            |
| 2007  | 53,63 | 3 / 65  | 1er  | Majorité            |
| 2011  | 44,07 | 2 / 65  | 2e   | Opposition          |
| 2015  | 1,46  | 0 / 65  | 6e   | Extra-parlementaire |

## Dirigeants
- Estanislao Martín, secrétaire général depuis le 15 décembre 2003.